# 博物馆学
博物馆学，亦稱作博物館研究，最早對於博物館學的定義關注在「建立博物館的科學學科」，在1960年代，國際博物館協會則將博物館學定義為「研究博物館之目的及運作的學科領域」，自1980年代開始，受新博物館學（New Museology）觀點的影響，博物館學的定義逐漸朝向以反身性（reflexivity）觀點思考博物館之社會功能及社會關係，建構博物館展覽及展品的整體性脈絡，解構博物館之展覽及知識之認識論以釐清知識建立的過程，以及彰顯地方社區特色等概念發展。

## 博物館的功能
- 典藏
- 保存維護
- 研究
- 展示
- 教育
- 娛樂

## 博物馆学的分支
- 博物馆史
- 专门博物馆学
- 理论博物馆学
- 历史博物馆学
- 普通博物馆学
- 博物馆管理学
- 博物馆技术学
- 博物馆建筑

## 教育機構
中國大陆
- 北京大學考古文博學院
- 吉林大學考古學院文物與博物館學系
- 南开大学歷史學院文物與博物館學系
- 南京大學歷史學院考古學系
- 復旦大學文物與博物館學系
- 西北大學文博學院

臺灣
- 國立臺北藝術大學博物館研究所 （页面存档备份，存于）
- 國立臺南藝術大學博物館學與古物維護研究所
- 輔仁大學博物館學研究所 （页面存档备份，存于）
- 國立臺北教育大學文化創意產業經營學系博物館管理與科技應用碩士在職專班[1]

## 参看
- 博物馆
- 博物馆列表
- 考古学
- 文物
- 人類學
- 博物馆管理
- 博物馆展示

## 外部連結

### 入口網站
- 世界各國博物館研究課程 列舉北美、歐洲、亞太各地百餘所博物館研究課程。
- 美國博物館研究博碩士課程一覽(Museum Studies Graduate School Programs: Master's, Ph.D.) （页面存档备份，存于）
- 美國史密森尼學會博物館研究資訊(information, Smithsonian Institution) （页面存档备份，存于）
- 美國史密森尼學會教育與博物館研究中心(Smithsonian Center for Education and Museum Studies) （页面存档备份，存于）
- 美國史密森尼博物館中文首頁

### 世界各大學博物館研究所
- 美國西雅圖華盛頓大學博物館學研究所（University of Washington, Museology Graduate Program） （页面存档备份，存于）
- 美國南卡羅來納大學博物館管理碩士學程（Museum Management Graduate Certificate Program, McKissick Museum, University of South Carolina）
- 美國舊金山州立大學博物館研究碩士課程（Museum Studies M.A. Program, San Francisco State University） （页面存档备份，存于）
- Cooperstown Graduate Program （页面存档备份，存于）, USA
- 美國科羅拉多大學博物館研究課程（University of Colorado Museum Studies）
- 英國曼徹斯特大學博物館學研究中心（Centre for Museology, University of Manchester)
- 英國紐卡斯爾大學國際文化遺產研究中心，博物館研究課程（Museum Studies Programme, International Centre for Cultural and Heritage Studies，Newcastle University）
- 美國喬治華盛頓大學博物館研究課程（Studies Program, George Washington University） （页面存档备份，存于）
- 美國哈佛大學推廣部博物館研究文學碩士課程（Master of Liberal Arts, Museum Studies, Harvard Extension School, Harvard University） （页面存档备份，存于）
- 美國Tufts大學博物館研究 （页面存档备份，存于）
- 美國紐約大學博物館研究 （页面存档备份，存于）
- 加拿大多倫多大學博物館研究課程(Museum Studies programme, University of Toronto)
- 英國萊斯特大學博物館學系(School of Museum Studies, University of Leicester) （页面存档备份，存于）
- 英國倫敦大學大學院考古學研究所博物館研究碩士課程(MA in Museum Studies, Institute of Archaeology, UCL)
- 美國威奇托州立大學荷姆斯人類學博物館 博物館研究課程(Museum Studies at the Holmes Museum of Anthropology, Wichita State University)
- 美國堪薩斯大學博物館研究課程(Museum Studies Program at the University of Kansas) （页面存档备份，存于）
- 荷蘭阿姆斯特丹藝術學校博物館學課程(Museology Program in the Netherlands, Reinwardt Academy, Amsterdamse Hogeschool voor de Kunsten)
- 美國佛羅里達州立大學博物館研究課程(Museum Studies Program at Florida State University) （页面存档备份，存于）
- 美國佛羅里達大學博物館研究課程(University of Florida Museum Studies Program)
- 美國科羅拉多大學博爾德分校博物館與田野研究 (Museum & Field Studies at the University of Colorado at Boulder)
- 美國亞利桑那州立大學博物館研究課程(Museum Studies at Arizona State University, Tempe) （页面存档备份，存于）
- 加拿大亞岡昆學院應用博物館研究課程(Canada Applied Museum Studies, Algonquin College)
- 美國喬治城大學藝術與博物館研究碩士課程(Art & Museum Studies Masters Program at Georgetown University)

### 線上期刊與書籍
- 英國《文物維護與博物館研究期刊》(Journal of Conservation & Museum Studies) （页面存档备份，存于）
- 義大利《文化資產線上期刊》(Web Journal on Cultural Patrimony)
- monographic series "Mediterraneum. Protection and valorization of cultural and environmental property （页面存档备份，存于） University L'Orientale

1. ↑  2023年停招。